# Lleis Perverses
Les lois scélérates (terme francès que significa, literalment, 'lleis perverses') van ser tres lleis votades a França el 1893 i 1894, durant la Tercera República francesa, amb l'objectiu de reprimir el moviment anarquista emergent. No és el seu nom oficial, sinó amb el que es van popularitzar sobretot a partir del fet que, el 1899, Francis de Pressensé i Émile Pouget en parlessin en un pamflet titulat Les lois scélérates de 1893-1894. La tercera llei, que prohibia expressament tota mena de simbologia, publicació o propaganda anarquista, no va ser anul·lada fins al 1992, segons el Journal officiel francès (l'equivalent al BOE espanyol).
Aquestes lleis incloïen llistes nominatives en les quals es van fitxar i categoritzar tots els pobres i qualsevol persona sospitosa de poder ser simpatitzant o favorable a l'ideari anarquista. Als primers temps, van provocar una espiral de venjança, en què la violència va créixer i la repressió també, però ràpidament la propaganda pel fet va acabar virant vers el sindicalisme. La premsa anarquista va ser prohibida i perseguida, i qualsevol persona involucrada indirectament en un text que parlés d'un possible crim era jutjada com si hagués comès tal crim.
En la llengua francesa, i també en la catalana, l'expressió lleis perverses s'empra en l'actualitat per a designar lleis desproporcionadament repressores.

## Context polític i històric
Aquestes lleis perverses van ser proposades d'urgència, votades i acceptades al final del segle xix a França, durant l'època de la Tercera República.
Al tercer quart del segle xix, els anarquistes van començar a fer-se escoltar en aquest territori. L'acció directa era al començament pacífica, a excepció d'alguns incidents lleus aïllats, però a partir de 1892 el govern els va culpar d'una sèrie d'atemptats i de posar en perill l'estabilitat de l'estat. Sembla que l'11 de març de 1892 l'activista anarquista Ravachol hauria començat a atemptar amb bombes i que, el 9 de desembre de 1893, un altre anarquista, Auguste Vaillant, hauria llençat una bomba a la Cambra dels Diputats francesa, i en ferí una persona.
El 24 de juny de 1894, un jove anarquista italià, Sante Geronimo Caserio, va assassinar Marie François Sadi Carnot, aleshores president de França.

## Les tres lleis
La primera llei es va proposar el dia 11 de desembre de 1893, dos dies després de l'atemptat a la Cambra dels Diputats, i es va votar l'endemà per 413 vots a favor i 63 en contra. Consistia en una modificació d'una llei anterior, endurint-la i fent que la provocació indirecta, o l'apologia d'un delicte, fos penada igual que cometre aquest delicte. I que un jutge pogués fer cercar, capturar i empresonar preventivament qualsevol persona que estimés perillosa. Aquesta llei ja va permetre la repressió d'una bona part de la premsa anarquista.
La segona llei es va començar a discutir el 15 de desembre del mateix any i es va votar el dia 18. Permetia poder inculpar qualsevol persona directament o indirecta, relacionada amb qualsevol propaganda d'un crim, encara que no hi hagués crim.
La tercera llei es va votar el 28 de juliol de 1894. Prohibia tota mena de text, discurs o il·lustració a favor de l'anarquisme. Va suposar la prohibició i obligació de tancament de nombrosos diaris d'ideologia anarquista, com per exemple el Le Père Peinard. També condemnava qualsevol membre de l'Associació Internacional de Treballadors, AIT, només pel fet de ser-ho, i en general els anarquistes eren perseguits per la justícia (procés dels Trenta). Restringia molt els discursos públics, i fins i tot l'antimilitarisme.